# 福岡教育大学附属久留米中学校
福岡教育大学附属久留米中学校（ふくおかきょういくだいがくふぞく くるめちゅうがっこう）は、福岡県久留米市にある国立大学法人福岡教育大学の附属中学校。
略称は附属もしくは附中。学校長は福岡教育大学の教授が兼務する。同大学附属久留米小学校と垣根なく隣接し、校門を共用している。久留米地区附属学校事務室は小学校内にある。グラウンドの面積が広い。西隣は久留米市立久留米商業高等学校である。大阪教育大学附属池田小学校の児童殺傷事件以降、警備員が配置されている。

## 概要
教育大学の附属校として、教育研究と教育実習の場ともなっている。ゆえに他の附属学校と同様、しばしば実験的かつ先進的な授業が行われる。
生徒数は約360人で、入学や転入学に際しては学科試験を課する。また、入学は附属久留米小学校からの進学を優先しているが、中学校における附属久留米小学校出身者の数が一般小学校出身者数より若干少ない。一学年は基本的に40人学級3クラスの120人である。なお、平成19年度新入生の入学試験から、「くじ引き」が廃止された。
以前は福岡教育大学教育学部附属久留米中学校と称したが、2004年度（平成16年度）から福岡教育大学が国立大学法人になるのに伴い、現校名に改称された。また、学校二学期制に移行した。
生徒主体を重んじる学校で、生徒会や各行事推進委員会（詳細は#委員会の項目参照）を中心とした行事が多く、例年5月には体育祭、6月に久留米シティプラザを借り切って主に合唱の発表を行う藤見会、11月には各学級劇を発表する文化祭などの附中三大行事が行われる。
通学者は久留米市内からが大半を占めるが、近くにJR久留米高校前駅や西鉄バス 附属校前バス停があることにより、筑後地方のその他の地域や、他県から通う者もいる。

## 沿革
- 1947年 （昭和22年） - 福岡第一師範学校女子部附属中学校として発足
- 1949年 （昭和24年） - 第1回卒業生30名（女子のみ）を輩出・福岡学芸大学福岡第一師範学校久留米附属中学校と改称
- 1950年 （昭和25年） - 第1回藤見会（4/28）,文化祭（11/3）
- 1951年 （昭和26年） - 福岡学芸大学附属久留米中学校に改称
- 1959年 （昭和34年） - 新校舎完成
- 1960年 （昭和35年） - 体育館完成
- 1965年 （昭和40年） - 球技コート完成
- 1966年 （昭和41年） - 福岡教育大学附属久留米中学校に改称・新プール完成
- 1967年 （昭和42年） - 創立20周年記念式典
- 1968年 （昭和43年） - 全員抽選による入試開始
- 1971年 （昭和46年） - 校舎改築・高牟礼の森完成
- 1972年 （昭和47年） - 時計台除幕式・暖房（スチーム）開始
- 1974年 （昭和49年） - 総務制の廃止・副校長制開始
- 1977年 （昭和52年） - 創立30周年記念式典
- 1978年 （昭和53年） - 教育実習棟落成式
- 1979年 （昭和54年） - 運動場（陸上競技場,300m・100m走路完成）改修
- 1981年 （昭和56年） - 玄関及び事務室完成
- 1983年 （昭和58年） - 武道場完成
- 1986年 （昭和61年） - 藤見会を石橋文化ホールで実施・LL教室機器入替
- 1989年 （平成元年） - 視聴覚教室にパソコン教育システム新設
- 1994年 （平成6年） - 校舎外壁全面改修
- 1996年 （平成8年） - 体育館完成・校内LAN新設
- 1997年 （平成9年） - 創立50周年記念式典
- 1998年 （平成10年） - 創立50周年記念植樹,記念碑除幕式
- 1999年 （平成11年） - 家庭科室改修・生徒用パソコン全面入替
- 2000年 （平成12年） - 焼却炉撤去
- 2001年 （平成13年） - 教育実習二期制スタート（前期実習6月・後期実習9月）
- 2002年 （平成14年） - 高牟礼の森花壇完成
- 2004年 （平成16年）
  - 学校法人化（「国立大学法人 福岡教育大学附属久留米中学校」となる）
  - 学校二学期制スタート（前期4月1日-10月体育の日まで,後期10月体育の日の翌日-3月31日）
  - LL教室改修機器入替（パソコンを使ったLL教室の完成・パソコン教室機器入替）
- 2005年 （平成17年） - 玄関前駐車場全面舗装・教育相談室移設・5委員会制を終了させ、10委員会制開始
- 2006年 （平成18年） - 全教室に冷暖房完備
- 2007年 （平成19年） - 平成19年度新入生試験より抽選を廃止
- 2008年 （平成20年） - 教育実習期間移行（9月-10月の約5週間、前期実習3週・後期実習2週）・筑後川ウォーク・歓迎遠足の中止
- 2009年 （平成21年） - 耐震性に問題があるとして、校舎を改築（第一期:7-9月、第二期:10-翌2月）
- 2010年 （平成22年）
  - 10委員会制を終了させ、7委員会制開始
  - 第二期校舎改築終了。玄関のバリアフリー化とステンドグラスの設置・新トイレ完成。
- 2021年（令和3年）- 学年教職員の全員担任制、四期制の導入
- 2022年（令和4年）- 新制服、新学生バックの導入予定

## 部活・委員会

### 部活
現在、以下の12種類の部が設置されている。以前は空手部が存在したが、廃止された。
運動部
- 剣道部
- 野球部
- 男子バスケットボール部
- 女子バスケットボール部
- 女子バレーボール部
- 男子ソフトテニス部
- 女子ソフトテニス部
- サッカー部
- バドミントン部
- 卓球部

文化部
- 音楽部
- 美術部

### 委員会
現在の委員会制度は2010年度からのもの。
執行部
以下の委員会を取りまとめる。執行部は総務を除く各委員長（9名）と生徒会長･副生徒会長（各1名,合計2名）と生徒会書記（2名）で構成される。又、学習・厚生・整美・風紀・文化・報道委員は、各学級から男子3名女子3名の計6名を選出する。
- 総務委員会
- 運営委員
- 学級委員
- 議事委員
- 学習委員会
- 厚生委員会
- 整美委員会
- 風紀委員会
- 文化委員会
- 報道委員会

議長団
執行部とは別に、独立して活動を行う。
特別委員会
附中三大行事を行う際、生徒に対して準備等を直接指導するのは推進委員が行う。
三大行事の指導は上記のどの委員会にも属さないため、各行事推進委員は特別委員会という扱いになり、設置されている間は上記の委員会と同等の扱いとなる。その他、校内で重大な問題が発生したとき、校則に大きな変更が必要となる場合にも設置される。ただし、特別委員会は行事終了後の反省会をもって、解散する事となっている。原則、構成は各クラスより男子1名女子1名ずつとなっている。
応援団
各クラス男女合計5名選出される。
応援団長はブロックに一人。3年生が基本的に行う。又、通常応援団の任期は3年である。

## 校訓
- 自主と責任
- 高牟礼の誇り

## 歌
3年生が年間を通して5曲歌う。

### 学友歌
当校では一般にいうところの「校歌」を「学友歌」と称する。
- 高牟礼の誇り
  - 作詞：武藤武雄
  - 作曲：富永定

### 応援歌
- 筑紫の原
- 雄叫び
- 混声合唱組曲「筑後川」
  - 作詞：丸山豊
  - 作曲：團伊玖磨

## 制服
名札が学年章の代わりになるため、学年章はどの服にも存在しない。又、2022年度より、新制服が採用された。
- 冬服
  - 男子：黒い学ランで、金色のボタンに「附中」の文字入り。襟に校章。
  - 女子：濃紺のセーラー服。襟に赤のラインが2本入り。赤色のスカーフ着用。胸に校章。
- 夏服
  - 男子：開襟カッターシャツに黒色の長ズボン。校章無し。
  - 女子：白いセーラーに紺色のスカート。襟に紺のラインが2本入り。紺色のスカーフ着用。胸に校章。
- 間服
  - 男子：白い長袖のカッターシャツに、黒色の長ズボン。校章無し。
  - 女子：白い長袖のカッターシャツ（襟は丸い）に、紺色のジャンパースカート。棒タイを着用する。

## 行事
太字は三大行事。
- 4月：入学式、対面式、生徒総会
- 5月：体育祭
- 6月：藤見会（短歌、合唱の発表を久留米シティプラザホールで行う）
- 7月：中体連
- 9月：前期教育実習
- 10月：前期課程修了、後期課程開始、文化祭（学級劇や美術の製作発表などを行う。2009年度から自主発表は廃止）
- 11月：後期教育実習
- 1月：入学試験
- 3月：卒業式

## 主な出身者
- 古賀一成 - 政治家
- こがけん - お笑い芸人
- 中村栄輔 - モスフードサービス（モスバーガー）社長
- 倉富純男 - 西鉄会長、九州経済連合会会長
- 薬師寺道代 - 政治家、医師、医学者
- 山口広 - 弁護士
- 柿本浩一 - 工学者、九州大学名誉教授
- 古東哲明 - 哲学者、広島大学名誉教授
- 丸田輝久 - フリーアナウンサー、ラジオパーソナリティー

## アクセス
久留米市中心部から南にそれた県道755号（学園通り）沿いにある。

### 鉄道
- 久留米高校前駅（久大本線）
- 花畑駅（西鉄天神大牟田線）

### バス
正門前に「附属校前」停留所がある。西側の「西町」停留所も利用でき、こちらは正門から徒歩2分。
- 西鉄久留米駅（西鉄久留米バスセンター）または花畑駅より、6番（津福今町行き）に乗車し「附属校前」で下車。
  - 6番はJR久留米駅を通らないため、JR久留米駅から直接行く際は32番（南町経由八女行き）または55番（荒木経由羽犬塚行き）に乗車し、「西町」で下車。徒歩2分。
  - 八女市からは32番（南町経由JR久留米駅行き）に乗車し、「西町」で下車。

### 自動車
- 県道758号または県道755号「西町」交差点の東側。